# Orlando Ortega
Orlando Ortega Alejo (ur. 29 lipca 1991 w Hawanie) – kubański lekkoatleta, płotkarz. Od 2015 roku reprezentuje Hiszpanię.
W trakcie finału biegu na 110 metrów przez płotki podczas mistrzostw świata w Dosze (2019) Ortega zajmował trzecie miejsce. Na ostatnich metrach został jednak potrącony przez Omara McLeoda, który zawadził o ósmy płotek i wpadł na jego tor, wskutek czego Ortega finiszował jako piąty. Hiszpańska ekipa złożyła protest, a sędziowie uwzględnili apelację. Ostatecznie uznano, że Ortega zajął trzecie miejsce, tak samo jak Francuz Pascal Martinot-Lagarde.

## Osiągnięcia
| Rok  | Impreza                                 | Miejsce        | Konkurencja                | Lokata     | Wynik | Kraj      |
| ---- | --------------------------------------- | -------------- | -------------------------- | ---------- | ----- | --------- |
| 2011 | Igrzyska panamerykańskie                | Guadalajara    | bieg na 110 m przez płotki | 3. miejsce | 13,30 | Kuba      |
| 2012 | Halowe mistrzostwa świata               | Stambuł        | bieg na 60 m przez płotki  | półfinał   | 7,71  | Kuba      |
| 2012 | Igrzyska olimpijskie                    | Londyn         | bieg na 110 m przez płotki | 6. miejsce | 13,43 | Kuba      |
| 2013 | Mistrzostwa świata                      | Moskwa         | bieg na 110 m przez płotki | eliminacje | 13,69 | Kuba      |
| 2016 | Igrzyska olimpijskie                    | Rio de Janeiro | bieg na 110 m przez płotki | 2. miejsce | 13,17 | Hiszpania |
| 2017 | Halowe mistrzostwa Europy               | Belgrad        | bieg na 60 m przez płotki  | 7. miejsce | 7,64  | Hiszpania |
| 2017 | Superliga drużynowych mistrzostw Europy | Lille          | bieg na 110 m przez płotki | 1. miejsce | 13,20 | Hiszpania |
| 2017 | Mistrzostwa świata                      | Londyn         | bieg na 110 m przez płotki | 7. miejsce | 13,37 | Hiszpania |
| 2018 | Mistrzostwa Europy                      | Berlin         | bieg na 110 m przez płotki | 3. miejsce | 13,34 | Hiszpania |
| 2019 | Halowe mistrzostwa Europy               | Glasgow        | bieg na 60 m przez płotki  | 4. miejsce | 7,64  | Hiszpania |
| 2019 | Mistrzostwa świata                      | Doha           | bieg na 110 m przez płotki | 3. miejsce | 13,30 | Hiszpania |

## Rekordy życiowe
- Bieg na 110 metrów przez płotki – 12,94 (2015) 11. wynik w historii światowej lekkoatletyki[3], w 2016 ustanowił wynikiem 13,04 rekord Hiszpanii w tej konkurencji
- Bieg na 60 metrów przez płotki (hala) – 7,45 (2015), w 2017 ustanowił wynikiem 7,48 rekord Hiszpanii w tej konkurencji[4]